# Liste der Kulturdenkmale in Bohnitzsch
In der Liste der Kulturdenkmale in Bohnitzsch sind die Kulturdenkmale der im Nordosten der Stadt Meißen am rechten Ufer der Elbe gelegenen Gemarkung Bohnitzsch verzeichnet, die bis Februar 2021 vom Landesamt für Denkmalpflege Sachsen erfasst wurden (ohne archäologische Kulturdenkmale). Die Anmerkungen sind zu beachten.
Diese Aufzählung ist eine Teilmenge der Liste der Kulturdenkmale in Meißen.

## Liste der Kulturdenkmale in Bohnitzsch
| Bild           | Bezeichnung | Lage                                                          | Datierung | Beschreibung | ID       |
| -------------- | --- | ------------------------------------------------------------- | --- | --- | -------- |
| Weitere Bilder | Kinderheim Wilhelmshof (vermutlich ehemaliges Herrenhaus eines Gutes) | Berghausstraße 3 (Karte)                                      | Nach 1800, Umbau 1920er Jahre                                                                                           | Baugeschichtlich und ortsgeschichtlich von Bedeutung | 09266372 |
| Weitere Bilder | Wohnstallhaus eines Dreiseithofes | Bohnitzscher Straße 17, 17a, 17b, 17d (Karte)                 | Bezeichnet mit 1886 (Nummer 17)                                                                                         | Sozialgeschichtlich und baugeschichtlich von Bedeutung, einer der größten, ortsbildprägenden Höfe von Meißen-Bohnitzsch, im Giebel Palladiomotiv                    | 09265226 |
| Weitere Bilder | Bauernhaus | Bohnitzscher Straße 23 (Karte)                                | 1. Hälfte 19. Jahrhundert                                                                                               | Sozialgeschichtlich und baugeschichtlich von Bedeutung, ein Fachwerkbau                                                                                             | 09265251 |
| Weitere Bilder | Wohnstallhaus als Hakenhof (Nr. 27) und Scheune (Nr. 27a) | Bohnitzscher Straße 27, 27a (Karte)                           | 1. Hälfte 19. Jahrhundert (Scheune); bezeichnet mit 1933, im Kern älter, nach 1. Hälfte 19. Jahrhundert (Wohnstallhaus) | Sozialgeschichtlich und baugeschichtlich von Bedeutung (Obergeschoss teilweise Fachwerk), geprägt von einem Umbau 1933 im Heimatstil                                | 09266267 |
| Weitere Bilder | Wohnhauszeile einer Siedlung (GEWOG-Siedlung, Jahrtausendsiedlung Meißen) mit Hecken als Einfriedung der Vorgärten und umgebender gärtnerisch gestalteter Freifläche, bildet eine Einheit mit den Häusern Großenhainer Straße 139–141 | Dieraer Weg 1, 3, 5 (Karte)                                   | 1929–1932 | Städtebaulich, künstlerisch und baugeschichtlich von Bedeutung, Bauhausstil, eine der seltenen Bauten der klassischen Moderne in Meißen (Architekt: Hans Waloschek) | 09265234 |
| Weitere Bilder | Wohnhauszeile einer Siedlung (GEWOG-Siedlung, Jahrtausendsiedlung Meißen) mit Hecken als Einfriedung der Vorgärten und umgebender gärtnerisch gestalteter Freifläche (Gartendenkmal)                                                  | Großenhainer Straße 125, 127, 129, 131, 133, 135, 137 (Karte) | 1929–1932 | Städtebaulich, künstlerisch und baugeschichtlich von Bedeutung, Bauhausstil, eine der seltenen Bauten der klassischen Moderne in Meißen (Architekt: Hans Waloschek) | 09265235 |
| Weitere Bilder | Wohnhauszeile einer Siedlung (GEWOG-Siedlung, Jahrtausendsiedlung Meißen) mit Hecken als Einfriedung der Vorgärten und umgebender gärtnerisch gestalteter Freifläche, bildet eine Einheit mit den Häusern Dieraer Weg 1–5             | Großenhainer Straße 139 (Karte)                               | 1929–1932 | Städtebaulich, künstlerisch und baugeschichtlich von Bedeutung, Bauhausstil, eine der seltenen Bauten der klassischen Moderne in Meißen (Architekt: Hans Waloschek) | 09266316 |
| Weitere Bilder | Wohnhaus einer Siedlung, mit Einfriedung | Hohe Wiese 2 (Karte)                                          | Um 1936/1938 | Ein Bau im Heimatstil der 1930er Jahre, baugeschichtlich von Bedeutung                                                                                              | 09265249 |
| Weitere Bilder | Wohnhaus einer Siedlung, mit Einfriedung | Hohe Wiese 4 (Karte)                                          | Um 1936/1938 | Ein Bau im Heimatstil der 1930er Jahre, baugeschichtlich von Bedeutung                                                                                              | 09265246 |
| Weitere Bilder | Mehrfamilienhaus einer Siedlung (GEWOG-Siedlung, Jahrtausendsiedlung Meißen) mit Hecken als Einfriedung der Vorgärten und umgebender gärtnerisch gestalteter Freifläche (Gartendenkmal)                                               | Tzschuckestraße 2 (Karte)                                     | 1929–1932 | Städtebaulich, künstlerisch und baugeschichtlich von Bedeutung, Bauhausstil, eine der seltenen Bauten der klassischen Moderne in Meißen (Architekt: Hans Waloschek) | 09265228 |
| Weitere Bilder | Mehrfamilienhaus einer Siedlung (GEWOG-Siedlung, Jahrtausendsiedlung Meißen) mit Hecken als Einfriedung der Vorgärten und umgebender gärtnerisch gestalteter Freifläche (Gartendenkmal)                                               | Tzschuckestraße 4 (Karte)                                     | 1929–1932 | Städtebaulich, künstlerisch und baugeschichtlich von Bedeutung, Bauhausstil, eine der seltenen Bauten der klassischen Moderne in Meißen (Architekt: Hans Waloschek) | 09266302 |
| Weitere Bilder | Mehrfamilienhaus einer Siedlung (GEWOG-Siedlung, Jahrtausendsiedlung Meißen) mit Hecken als Einfriedung der Vorgärten und umgebender gärtnerisch gestalteter Freifläche (Gartendenkmal)                                               | Tzschuckestraße 6 (Karte)                                     | 1929–1932 | Städtebaulich, künstlerisch und baugeschichtlich von Bedeutung, Bauhausstil, eine der seltenen Bauten der klassischen Moderne in Meißen (Architekt: Hans Waloschek) | 09266303 |
| Weitere Bilder | Mehrfamilienhaus einer Siedlung (GEWOG-Siedlung, Jahrtausendsiedlung Meißen) mit Hecken als Einfriedung der Vorgärten und umgebender gärtnerisch gestalteter Freifläche (Gartendenkmal)                                               | Tzschuckestraße 8 (Karte)                                     | 1929–1932 | Städtebaulich, künstlerisch und baugeschichtlich von Bedeutung, Bauhausstil, eine der seltenen Bauten der klassischen Moderne in Meißen (Architekt: Hans Waloschek) | 09266304 |
| Weitere Bilder | Mehrfamilienhaus einer Siedlung (GEWOG-Siedlung, Jahrtausendsiedlung Meißen) mit Hecken als Einfriedung der Vorgärten und umgebender gärtnerisch gestalteter Freifläche (Gartendenkmal)                                               | Tzschuckestraße 10 (Karte)                                    | 1929–1932 | Städtebaulich, künstlerisch und baugeschichtlich von Bedeutung, Bauhausstil, eine der seltenen Bauten der klassischen Moderne in Meißen (Architekt: Hans Waloschek) | 09266305 |
| Weitere Bilder | Mehrfamilienhaus einer Siedlung (GEWOG-Siedlung, Jahrtausendsiedlung Meißen) mit Hecken als Einfriedung der Vorgärten und umgebender gärtnerisch gestalteter Freifläche (Gartendenkmal)                                               | Tzschuckestraße 12 (Karte)                                    | 1929–1932 | Städtebaulich, künstlerisch und baugeschichtlich von Bedeutung, Bauhausstil, eine der seltenen Bauten der klassischen Moderne in Meißen (Architekt: Hans Waloschek) | 09266306 |

## Tabellenlegende
- Bild: Bild des Kulturdenkmals, ggf. zusätzlich mit einem Link zu weiteren Fotos des Kulturdenkmals im Medienarchiv Wikimedia Commons. Wenn man auf das Kamerasymbol klickt, können Fotos zu Kulturdenkmalen aus dieser Liste hochgeladen werden:
- Bezeichnung: Denkmalgeschützte Objekte und ggf. Bauwerksname des Kulturdenkmals
- Lage: Straßenname und Hausnummer oder Flurstücknummer des Kulturdenkmals. Die Grundsortierung der Liste erfolgt nach dieser Adresse. Der Link (Karte) führt zu verschiedenen Kartendiensten mit der Position des Kulturdenkmals. Fehlt dieser Link, wurden die Koordinaten noch nicht eingetragen. Sind diese bekannt, können sie über ein Tool mit einer Kartenansicht einfach nachgetragen werden. In dieser Kartenansicht sind Kulturdenkmale ohne Koordinaten mit einem roten bzw. orangen Marker dargestellt und können durch Verschieben auf die richtige Position in der Karte mit Koordinaten versehen werden. Kulturdenkmale ohne Bild sind an einem blauen bzw. roten Marker erkennbar.
- Datierung: Baubeginn, Fertigstellung, Datum der Erstnennung oder grobe zeitliche Einordnung entsprechend des Eintrags in der sächsischen Denkmaldatenbank
- Beschreibung: Kurzcharakteristik des Kulturdenkmals entsprechend des Eintrags in der sächsischen Denkmaldatenbank, ggf. ergänzt durch die dort nur selten veröffentlichten Erfassungstexte oder zusätzliche Informationen
- ID: Vom Landesamt für Denkmalpflege Sachsen vergebene, das Kulturdenkmal eindeutig identifizierende Objekt-Nummer. Der Link führt zum PDF-Denkmaldokument des Landesamtes für Denkmalpflege Sachsen. Bei ehemaligen Kulturdenkmalen können die Objektnummern unbekannt sein und deshalb fehlen bzw. die Links von aus der Datenbank entfernten Objektnummern ins Leere führen. Ein ggf. vorhandenes Icon  führt zu den Angaben des Kulturdenkmals bei Wikidata.